# Scrobipalpa suaedicola
Scrobipalpa suaedicola is een vlinder uit de familie tastermotten (Gelechiidae). De wetenschappelijke naam is voor het eerst geldig gepubliceerd in 1906 door Mabille.
De soort komt voor in Europa.